# Rolf Lindblom
Rolf Lindblom, född 1944 i Stockholm, är en svensk pianist och professor.

## Biografi
Rolf Lindblom är utbildad vid Kungliga Musikhögskolan 1964-69 (såväl musiker- som pedagogutbildning) med professor Greta Erikson som pianopedagog, och studerade även i London, Salzburg, Siena och Nice, samt privat för professor Stina Sundell. Lindblom är professor vid Kungliga Musikhögskolan i Stockholm där han undervisar bland annat i klassisk pianoimprovisation.
Lindblom har under åren rört sig mellan olika musikaliska genrer. Han har ackompanjerat framstående sångare som Erik Saedén, Birgit Nilsson, Margareta Hallin, Zarah Leander och Håkan Hagegård, gett egna solokonserter och spelat med sin egen jazztrio. Som kompositör har han bidragit med musik till svenska tv- och filmproduktioner. Rolf Lindblom finns representerad på ett tjugotal CD- och LP-inspelningar som ackompanjatör eller solist.
År 2005 utkom skivan ”Water Chestnuts” (KMH förlag), som innehåller Rolf Lindbloms egna kompositioner för jazztrio. 2006 utkom en CD där Lindblom som förste svenska pianist spelar Bachs inventioner och sinfonior.

## Diskografi

### Proprius förlag
- Pentatyk, pianomusik av Hilding Rosenberg och Gunnar de Frumerie (LP 1979)
- Brecht-Eisler med Torsten Föllinger (LP 1979, CD 1996)
- Gullebarn, romansskiva med Margareta Hallin (Peterson-Berger, Stenhammar, Rangström, Rosenberg) (LP 1980)
- Mahler-Richard Strauss, romansskiva med Margareta Hallin (LP 1980, CD 1987)
- pianomusik av Francis Poulenc (LP 1982, CD 1992)
- Die Winterreise av Schubert med Erik Saedén (LP 1983, CD 1994)
- Aurora Borealis, pianomusik av Eduard Tubin (sonat för piano m.m.) (LP 1983)
- Tosti, Bellini & Romances from Sweden, romansskiva med Sonny Wallentin (LP 1985)
- Integrale, komplett utgåva av Adolf Wiklunds pianomusik (LP-CD 1987,1995)
- Gershwin by Lindblom, improvisationer över kända sånger av Gershwin (LP 1984)
- Hallin sjunger Hallin, romansskiva med Margareta Hallin (LP 1987)
- Rhapsody in blue och andra originaltonsättningar av Gershwin (CD 1988)
- Quietude, pianomusik av ett flertal tonsättare såsom Fauré, Prokofjev, Schönberg, Debussy, Satie, Ravel, Sibelius, Ginastera, Sjögren (LP 1986, CD 1990)
- Näckens polska, pianomusik av Ernst Josephson och Jacob Adolf Hägg (CD 1992)
- Utskärgård, pianomusik av svenska tonsättare med anknytning till skärgården (CD 1991)
- Tracks of love, jazzimprovisationer och noterad pianomusik av Lars Sjösten och Jan Wallgren (CD 1992)
- Beethoven, tre sonater ("Månsken", "Pathétique", "Appassionata") (CD 1994)
- pianomusik av Robert Schumann (Album für die Jugend, Waldszenen, Symfonische Etuden) (CD 1997)

### KMH Förlag
- Water Chestnuts, jazzkompositioner av Rolf Lindblom, Rolf Lindblom Trio (CD 2003)

### Ictus Musikproduktion
- J.S. Bach: samtliga två- och trestämmiga inventioner (CD 2006)
- Warum? Musik för stilla stunder (CD 2007)
- Vinterfantasi (CD 2007)
- Schumann: Dichterliebe med Patrik Sandin, basbaryton (CD 2008)